# Ровжи
Ровжи (укр. Ровжі) — село, входит в Вышгородский район Киевской области Украины.
Население по переписи 2001 года составляло 37 человек. Почтовый индекс — 07341. Телефонный код — 4596. Занимает площадь 0,9 км². Код КОАТУУ — 3221882802.

## Местный совет
07341, Киевская обл., Вышгородский р-н, с. Жукин, ул. Шевченко, 27; тел. 4-33-34  (укр.)